# Ust-Luga
Ust-Luga (em russo:  Усть-Луга, literalmente  boca (foz) do Luga, Vótica: Laugasuu, mesmo significado literal), é uma localidade e estação ferroviária no distrito de Kingiseppsky do oblast de Leningrado, Rússia, situado na margem do rio Luga, nas proximidades da foz do mesmo, na Baía de Luga, no golfo da Finlândia,  cerca de 110 km a oeste de São Petersburgo. 

## Porto
Ust-Luga é um importante terminal marítimo de carvão e fertilizantes cuja construção custou 2100 milhões de dólares. Os trabalhos de construção foram iniciados em 1997, em parte para evitar o transporte a granel através dos Países Bálticos, e foram acelerados pela urgência solicitada pelo presidente Vladimir Putin, que inaugurou o complexo portuário em 2001.
O canal de acesso, de 3,7 km de extensão, é bastante profundo e pode receber navios de 150 mil toneladas.
Em maio de 2008, Putin confirmou que Ust-Luga será o terminal do segundo oleoduto do Báltico, um caminho para transporte de Petróleo, um bypass que não passará pela Bielorrússia.

## População
De acordo com o censo demográfico de 2005, a população de Ust-Luga não passa de dois mil habitantes, mas a administração do porto espera um crescimento para 34000 pessoas em 2025. Isso fará de Ust-Luga a primeira cidade nova construída depois da queda do regime soviético.